# サウ語
サウ語（サウご）はインド・ヨーロッパ語族インド・イラン語派ダルド語群シナー諸語に属する言語である。サブ語、サウィ、サビ、サウジとも呼ばれる。アフガニスタンのクナル川流域のクナル渓谷にあるサウという村で話されている。パキスタンでも話されている。言語学的にはパルーラ語に近い。